# Як-40
Як-40 (според класификацията на НАТО: Codling) е пътнически самолет, разработен в СССР през 1960-те години.
До 1981 г. са произведени общо 1011 бройки в Саратовския самолетен завод. От тях 130 са изнесени за: Афганистан, Ангола, България, Камбоджа, Куба, Чехословакия, Екваториална Гвинея, Етиопия, Източна Германия, Гватемала, Хондурас, Унгария, Италия, Лаос, Мадагаскар, Филипините, Полша, Сирия, Виетнам, Югославия и Замбия.

## Полетно-технически характеристики

### Технически характеристики
- Екипаж: 3 + 1 стюард
- Пътнически капацитет: 27, 31, 34, 36 или 40 души (в зависимост от варианта на компоновката)
- Товароносимост: 3 240 kg
- Дължина: 20,36 m
- Височина: 6.5 m
- Размах на крилете: 25.0 m
- Площ на крилете: 70.0 m²
- Тегло празен: 13 750 kg
- Тегло пълен: 17 265 kg
- Максимално излетно тегло: 17 200 kg
- Маса на горивото във вътрешни резервоари: 6 000 kg
- Спомагателен двигател: 1 × AI-9 HMD

### Полетни характеристики
- Максимална скорост: 546 km/h (на надморска височина от 6000 m)
- Крайцерска скорост: 510 km/h (на височина 6000 m)
- Дължина на пробега: 550 m (с реверс); 750 м (без реверс)